# Seleção Botsuanense de Futebol
A Seleção Botsuanense de Futebol, apelidados de "zebras" é a equipe nacional de futebol do Botsuana, e é controlada pela Associação de Futebol do Botsuana (BFA). Eles nunca se classificaram para a Copa do Mundo, e nunca haviam se classificados para a Copa das Nações Africanas, até no ano de 2011 quando se classificaram pela primeira vez na história do Botsuana para a Copa das Nações Africanas de 2012, sendo a primeira competição continental a disputarem. É filiada à FIFA, CAF e à COSAFA.

## Histórico em Copas do Mundo
- 1930 a 1990 - Não disputou
- 1994 - Não classificou-se
- 1998 - Não disputou
- 2002 a 2018 - Não classificou-se

### Qualificação para a Copa do Mundo de 1994
Em sua primeira participação num evento de qualificação para a Copa do Mundo, o Botsuana foi dirigido por Freddie Mwila, porém não conseguiu classificar-se, terminando em terceiro lugar no seu grupo, atrás de Costa do Marfim e Níger, apenas a frente do Sudão.
| Time            | PJ | V | E | D | GF | GS | SG | Pts |
| --------------- | -- | - | - | - | -- | -- | -- | --- |
| Costa do Marfim | 4  | 2 | 2 | 0 | 7  | 0  | +7 | 6   |
| Níger           | 4  | 2 | 1 | 1 | 3  | 2  | +1 | 5   |
| Botsuana        | 4  | 0 | 1 | 3 | 1  | 9  | −8 | 1   |
| Sudão           | 0  | 0 | 0 | 0 | 0  | 0  | 0  | 0   |

### Qualificação para a Copa do Mundo de 2002
O Botsuana foi sorteado para jogar um jogo preliminar às eliminatórias, que foram feitos nos dias 8 de Abril e 22 de Abril de 2000, contra a Zâmbia. O Botsuana perdeu os dois jogos pelo placar de 1-0.[carece de fontes?]

## Recordes
| Pos. | Jogador              | Partidas | Gols | Carreira na seleção |
| ---- | -------------------- | -------- | ---- | ------------------- |
| 1    | Mompati Thuma        | 84       | 1    | 2004–2013           |
| 2    | Modiri Marumo        | 82       | 0    | 1997–2015           |
| 3    | Joel Mogorosi        | 79       | 14   | 2005–               |
| 4    | Ndiapo Letsholathebe | 77       | 0    | 2003–2013           |
| 5    | Tshepo Motlhabankwe  | 75       | 2    | 2003–2013           |
| 6    | Mogogi Gabonamong    | 74       | 4    | 1999–2015           |
| 7    | Dipsy Selolwane      | 68       | 18   | 1998–2012           |
| 8    | Ofentse Nato         | 61       | 4    | 2009–               |
| 9    | Lemponye Tshireletso | 57       | 11   | 2009–               |
| 10   | Boitumelo Mafoko     | 54       | 2    | 2006–2016           |

| Pos. | Jogador              | Gols | Partidas | Em atividade |
| ---- | -------------------- | ---- | -------- | ------------ |
| 1    | Jerome Ramatlhakwane | 21   | 53       | 2006-        |
| 2    | Dipsy Selolwane      | 18   | 68       | 1998-2012    |
| 3    | Joel Mogorosi        | 14   | 79       | 2005-        |
| 4    | Lemponye Tshireletso | 11   | 57       | 2009-        |
| 5    | Moemedi Moatlhaping  | 9    | 50       | 2004-        |
| 6    | Tshepiso Molwantwa   | 8    | 44       | 1998-2006    |
| 7    | Pontsho Moloi        | 7    | 50       | 2004-2012    |
| 8    | Onkabetse Makgantai  | 5    | 12       | 2014-        |

## Treinadores
| - Thomas Johnson (1973) - Rudi Gutendorf (1976) - Peter Cormack (1986–1987) - Kenny Mwape (1990–1992) - Freddie Mwila (1992–1994) - Freddie Mwila (1994–1996) - Michael Gaborone (1996–1997) - David Bright (1997–1998) - David Bright (1999) - Jeff Butler (1999) - David Bright (2000) | - Karl-Heinz Marotzke (2001) - Veselin Jelušić (2002–2005) - David Bright (2006, interino) - Colwyn Rowe (2006–2008) - Stanley Tshosane (2008–2013) - Peter Butler (2014–2017) - Mogomotsi Mpote (2017, interino) - David Bright (2017–2019) - Mfolo Mfolo (2019, interino) - Mogomotsi Mpote (2019, interino) - Adel Amrouche (2019–) |